# Claudia Voňková
Claudia Voňková, (született: Anna Gerarda Maria van den Heiligenberg, Roelofarendsveen, 1985. március 25. –) holland női válogatott labdarúgó.

## Pályafutása

### A válogatottban
Bemutatkozó mérkőzését 2005. szeptember 7-én Olaszország ellen játszotta.

## Sikerei

### Klubcsapatokban
Holland bajnok (4):
- Ter Leede (1): 2007*[3]
- AZ Alkmaar (3): 2007–08, 2008–09, 2009–10

 Holland kupagyőztes (3):
- Ter Leede (1): 2006–07
- AZ Alkmaar (1): 2010–11
- Ajax (1): 2013–14

 Holland szuperkupa győztes (1):
- Ter Leede (1): 2006–07

### A válogatottban
Hollandia
- Ciprus-kupa ezüstérmes: 2011[4]
- Ciprus-kupa bronzérmes: 2010[5]

## Magánélete
2018. október 3-án házasodott össze élettársával, a cseh válogatott labdarúgó Lucie Voňkovával.